# La Vihuela
La Vihuela es un despoblado situado en el término municipal de El Cardoso de la Sierra (Guadalajara, España).

## Geografía
Se encuentra a 1.240 metros de altitud a los pies de la sierra del Rincón y de la sierra del Lobosillo. Las montañas que la rodean superan en algunos casos los 1.500 m, incluso los 1.800 m, como por ejemplo, pico de la Tornera, pico de la Centenera, El Pinhierro, Cabeza del Viejo y el cerro San Cristóbal (invisible desde el pueblo dada su inmersión en el comienzo del valle del arroyo Vallosera).
Linda con la vecina Comunidad de Madrid.

## Comunicación
Esta aldea está casi incomunicada, tan solo puede accederse a ella por una pista forestal en muy mal estado. Desde Colmenar de la Sierra hasta La Vihuela hay que hacer dos kilómetros por una carretera, después se desvía un camino forestal  muy mal conservado, 11 km. que lleva hasta allí. Para llegar al núcleo urbano no basta con llevar el vehículo hasta el llamado collado de La Vihuela, además hay que descender con un todoterreno hasta abajo, si no, deberá hacerse  el descenso a pie. Es un fabuloso y encantador pueblo.
Lo derruyeron en 1992, hace un montón de años unos señores sin razón (Delegación de Agricultura y Medio Ambiente de Guadalajara) para evitarse ocupaciones...  pero aun así sigue habiendo dos casas en las que, en una de ellas, sigue viviendo gente.
Por su situación y características naturales, debiera haberse dejado tranquilo como Refugio Natural. En cambio, los bulldozers aterrazaron destruyendo las milenarias sendas de acceso y provocando una grave erosión que antes no existía...  Además de alterar el régimen de aguas y dejar secos los arroyos en el estiaje...

## Historia
El territorio es repoblado durante la reconquista por la Comunidad de Villa y Tierra de Sepúlveda, quedando encuadrado el pueblo dentro del Ochavo de Sierra.
Siempre perteneció a Colmenar de la Sierra, hasta que en 1973 se anexionó éste al de El Cardoso de la Sierra.
Después de la guerra civil española la mayor parte de su población comenzó a irse a Madrid. Tras la expropiación por parte del ICONA para su repoblación forestal fueron aterrazadas las montañas y hundidas las casas de piedra de la aldea, conservándose hoy en día únicamente dos edificaciones.